# Filip Minarik

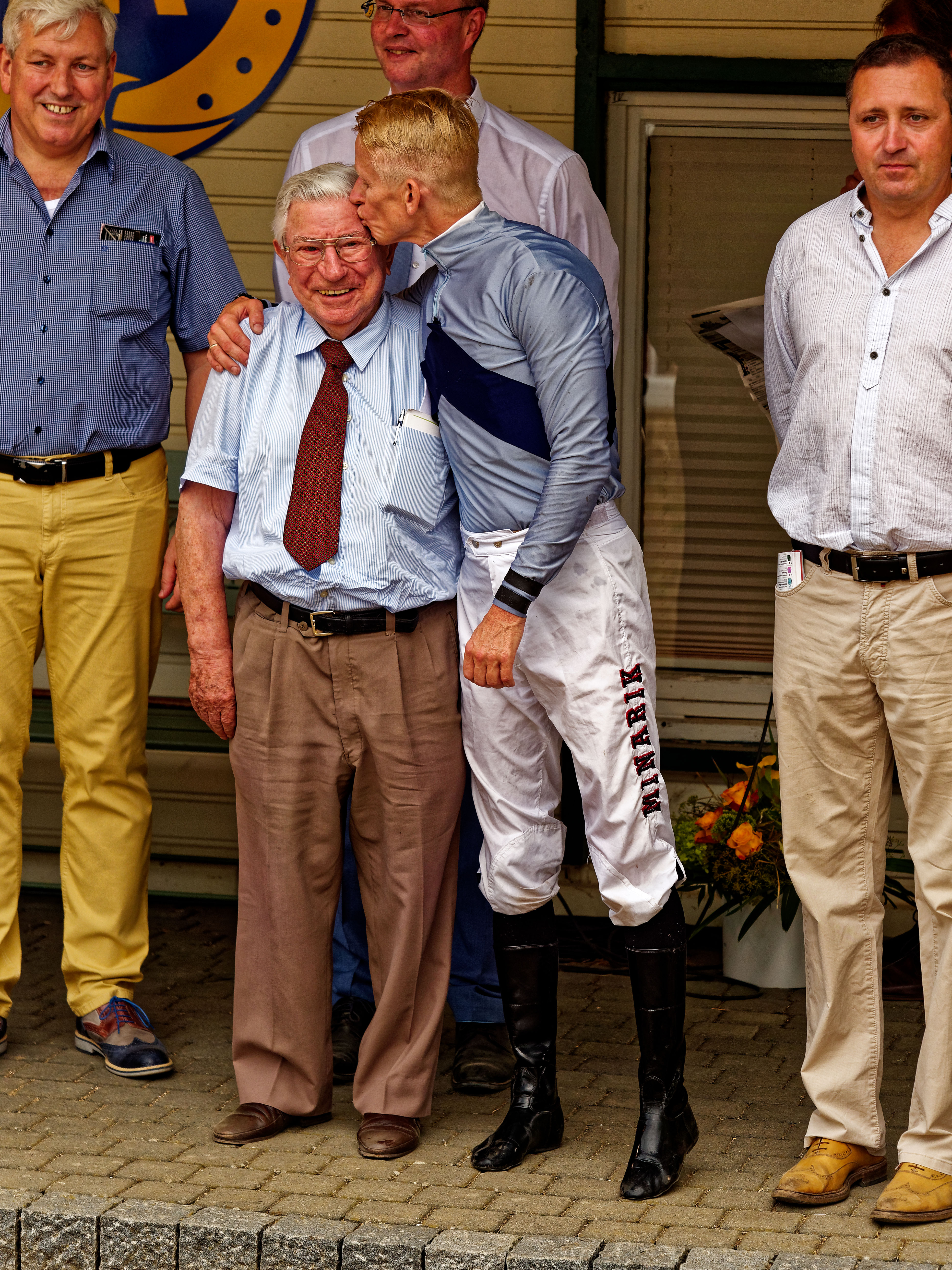
Filip Minarik mit seinem Freund Hein Bollow

Filip Minarik (* 10. März 1975 in Prag; † 4. September 2023 in Hannover) war ein tschechischer Jockey, der im deutschen Galoppsport aktiv war.

## Leben
Er hatte 1992 in einem Amateurrennen in München sein Deutschlanddebüt und gewann in den Jahren 2005, 2011, 2016 sowie 2017 (gemeinsam mit Alexander Pietsch) das Deutsche Jockey-Championat. In seiner Karriere errang Minarik 1.669 Siege und erzielte als Gewinner von 14 Gruppe 1 Rennen eine Gewinnsumme von 18,2 Mio. Euro.
Nach einem schweren Sturz bei einem Galopprennen im Juli 2020 in Mannheim lag er vier Wochen im Koma: „Seine Zukunft sah Minarik weiter im Rennsport, in welcher Form auch immer. Über ein Ende der Jockeykarriere hatte er schon länger nachgedacht.“

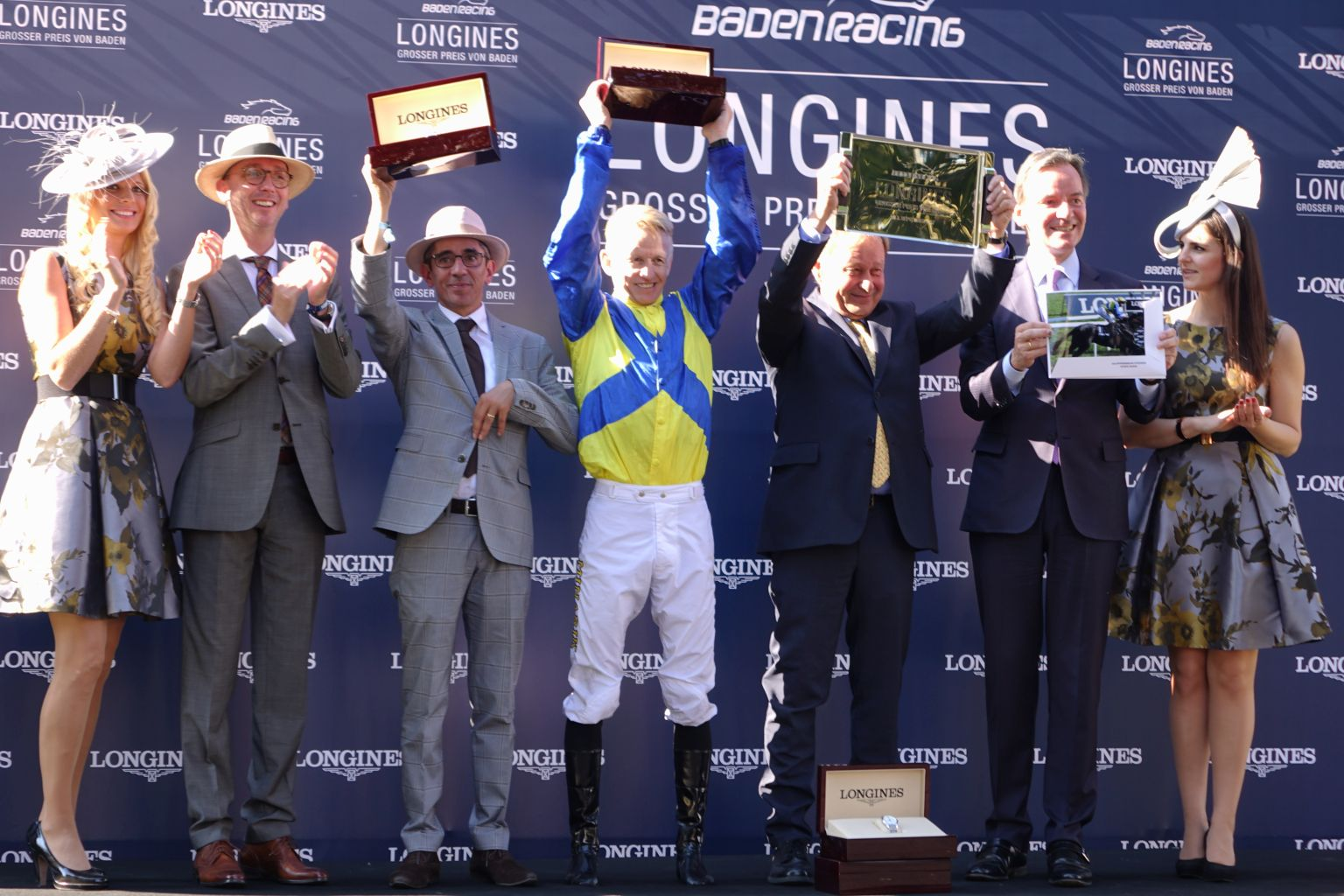
Filip Minarik (Mitte) bei der Siegerehrung im Großen Preis von Baden

Nach seinem Karriereende als Jockey war Minarik als Botschafter des Galoppsports aktiv.
Filip Minarik nahm sich am 4. September 2023 das Leben.

## Wichtigste Siege
Auf höchster Ebene – der Gruppe I – konnte Filip Minarik in Deutschland bedeutende Siege erringen:
- Preis von Europa (2005 auf Gonbarda in Köln)
- Deutschlandpreis (2005 auf Gonbarda in Düsseldorf)
- 4× Großer Preis von Baden (2006 auf Prince Flori, 2010 auf Night Magic, 2014 auf Ivanhowe, 2017 auf Guignol jeweils in Baden-Baden)
- Preis der Diana (2012 auf Salomina, 2018 auf Well Timed in Düsseldorf)
- 3× Großer Preis von Bayern (2012 auf Temida, 2014 auf Ivanhowe, 2015 auf Ito jeweils in München-Riem)
- Bayerisches Zuchtrennen (2015 auf Guiliani in München-Riem)
- Mehl-Mülhens-Rennen (2009 auf Irian, 2018 auf Ancient Spirit in Köln)

## Familie
Filip Minarik war verheiratet und hatte eine Tochter. Sein Vater war der zweifache tschechische Jockey-Champion und spätere Trainer Ferdinand Minarik sen. Sein Bruder Ferdinand jun. ist ebenfalls im Galopprennsport tätig.